# 永平寺町立志比北小学校
永平寺町立志比北小学校（えいへいじちょうりつ しひきたしょうがっこう）は、福井県永平寺町岩野にある公立小学校。

## 沿革
- 1889年（明治22年）- 岩野区に浄法寺小学校創立。
- 1893年（明治26年）- 浄法寺尋常小学校と改称。
- 1918年（大正7年）- 高等科ができる。
- 1941年（昭和16年）- 国民学校令により浄法寺国民学校と改称。
- 1947年（昭和22年）- 学校教育法により浄法寺小学校と改称。
- 1951年（昭和26年）- 幼稚園併設。
- 1954年（昭和29年）- 3村合併により志比北小学校と改称。
- 1962年（昭和37年）- 町制実施により永平寺町志比北小学校と改称。
- 1968年（昭和43年）- 全館を鉄筋２階建て校舎に改築。
- 1969年（昭和44年）- 体育館・付属施設を改築。
- 1970年（昭和45年）- 水泳プール竣工。
- 1996年（平成8年）- インターネット接続。ビデオ付きパソコン寄贈を受ける。
- 1997年（平成9年）- パソコン2台追加設置。
- 1998年（平成10年）- パソコン6台追加設置。
- 2003年（平成15年）- パソコン8台入替。
- 2009年（平成21年）- 体育館耐震工事。
- 2010年（平成22年）- 職員室・普通校舎棟耐震補強工事。
- 2024年（令和6年） - 休校、区域内児童は永平寺町志比小学校への通学となる。

## 通学区域
下浄法寺・上浄法寺・岩野・吉波・栃原

## 進学先中学校
- 永平寺町立永平寺中学校

## 交通
- えちぜん鉄道勝山永平寺線 轟駅より 1km